# Samfya (Sambia)
Samfya ist eine Stadt mit 51.309 Einwohnern (2022) am Südwestende des Bangweulusee in der Provinz Luapula in Sambia. Sie liegt etwa 1180 Meter über dem Meeresspiegel und ist Sitz der Verwaltung des gleichnamigen Distrikts.

## Wirtschaft
Samfya ist die größte Ansiedlung am Bangweulusee und der zentrale Markt der Bangweulusümpfe insgesamt. Vor allem Fisch aus dem See und den Sümpfen wird hier gehandelt. 57.000 Tonnen pro Jahr werden dort gefangen. Samfya entstand Mitte des 20. Jahrhunderts als Fischerdorf gebildet und entwickelte sich mit dem Fischmarkt, der hier entstand, weil die Stadt nahe am Copperbelt liegt, dem wichtigsten Absatzgebiet für Fisch.

## Infrastruktur
Samfya liegt an der asphaltierten Chinese Road und ist damit an das nationale Fernstraßennetz angeschlossen. Ein Postboot versorgt von hier Mbabala, Cishi und Chilubi, die drei Hauptinseln im Bangweulusee. See und Sümpfe werden im Übrigen ausschließlich mit dem Banana Boat, dem Einbaum versorgt. Es gibt eine Post, eine Klinik (seit Mai 2006 renoviert, mit solarbetriebenem Funk und Licht ausgestattet), eine Tankstelle und eine nicht asphaltierte Flugpiste.

## Tourismus
Im Oktober findet hier über zwei oder drei Tage das Kwanga-Fest der Njumbo statt, das Riten und traditionelle Tänze bietet, aber auch Essen und Trinken.

## Demografie
| Jahr | Einwohnerzahl |
| ---- | ------------- |
| 1990 | 12.718        |
| 2000 | 16.622        |
| 2010 | 19.907        |
| 2022 | 51.309        |

## Persönlichkeiten
- Guus Til (* 1997), niederländischer Fußballspieler